# Herteliana
Herteliana is een geslacht van korstmossen behorend tot de familie Ramalinaceae. De typesoort is Herteliana taylorii. Deze soort is echter  later hernoemd naar Herteliana gagei.

## Soorten
Volgens Index Fungorum telt het geslacht drie soorten (peildatum januari 2023):
| Soortnaam               | Auteur(s)          | Publicatiejaar |
| ----------------------- | ------------------ | -------------- |
| Herteliana australis    | Fryday             | 2004           |
| Herteliana gagei        | (Sm.) J.R. Laundon | 2005           |
| Herteliana schuyleriana | Lendemer           | 2016           |